# Плаксина, Валентина Владимировна
Валентина Владимировна Плаксина (род. 31 июля 1996 года, Саратов) — российская спортсменка, специализирующаяся в академической гребле. Бронзовый призёр чемпионата Европы 2017 года (восьмерка с рулевой). Чемпионка России 2017 года (восьмерка с рулевой). Чемпионка России 2019 года (четвёрка без рулевой).

## Биография
Валентина является воспитанницей саратовской СДЮСШОР по гребному спорту, тренируется под руководством Алексея Сергеевича Колобухова.
Мастер спорта России (2016). Двукратный серебряный призёр чемпионатов России (2015 — двойка распашная без рулевого; 2016 — восьмерка с рулевой). На российских соревнованиях представляет Саратовскую область и Санкт-Петербург.
Дебютировала на международной арене в 2015 году. В 2017 году на чемпионате Европы в Чехии стала бронзовым призёром в соревнованиях восьмёрок с рулевой. Мастер спорта России международного класса (2018).

## Основные результаты
| Год  | Соревнования                    | Место проведения      | Дисциплина | Место  | Результат |
| ---- | ------------------------------- | --------------------- | ---------- | ------ | --------- |
| 2015 | Чемпионат мира среди молодёжи   | Пловдив, Болгария     | BW4-       | 5      | 07:21.900 |
| 2016 | Чемпионат мира среди молодёжи   | Роттердам, Нидерланды | BW8+       | 3      | 06:45.500 |
| 2017 | Чемпионат Европы                | Рачице, Чехия         | W8+        | 3      | 06:16.050 |
| 2017 | Чемпионат мира среди молодёжи   | Пловдив, Болгария     | BW8+       | 3      | 06:17.090 |
| 2017 | Чемпионат Европы среди молодёжи | Крушвица, Польша      | BW8+       | 1      | 06:45.580 |
| 2017 | Чемпионат мира                  | Сарасота, США         | W8+        | 5 (пф) | 06:28.800 |
| 2018 | Чемпионат мира среди молодёжи   | Познань, Польша       | BW4-       | 1      | 06:31.490 |
| 2018 | Чемпионат мира                  | Пловдив, Болгария     | W2-        | 6 (пф) | 07:29.110 |